# Мужская сборная Люксембурга по баскетболу
Сборная Люксембурга по баскетболу — национальная баскетбольная сборная, представляющая Люксембург на международной баскетбольной арене. Управляется Люксембургская Баскетбольной Федерацией. В 2013 году примет участие в квалификации к Евробаскету. Сборная Люксембурга трижды участвовала в континентальном первенстве. Высшим достижением является 8-е место на Евробаскете 1946.

## Статистика
| Чемпионат Европы | Чемпионат Европы | Чемпионат Европы | Чемпионат Европы | Чемпионат Европы |
| Год              | Место            | И                | В                | П                |
| ---------------- | ---------------- | ---------------- | ---------------- | ---------------- |
| 1946             | 8                | 5                | 1                | 4                |
| 1951             | 18               | 5                | 0                | 5                |
| 1955             | 15               | 10               | 3                | 7                |
| Всего            | Всего            | 20               | 4                | 16               |

| Чемпионат Европы малых государств | Чемпионат Европы малых государств | Чемпионат Европы малых государств | Чемпионат Европы малых государств | Чемпионат Европы малых государств |
| Год                               | Место                             | И                                 | В                                 | П                                 |
| --------------------------------- | --------------------------------- | --------------------------------- | --------------------------------- | --------------------------------- |
| 1988                              | 4                                 | 5                                 | 2                                 | 3                                 |
| 1990                              | 3                                 | 5                                 | 3                                 | 2                                 |
| 1992                              | 2                                 | 5                                 | 3                                 | 2                                 |
| 1994                              | 4                                 | 5                                 | 2                                 | 3                                 |
| 2004                              | 2                                 | 5                                 | 4                                 | 1                                 |
| Всего                             | Всего                             | 25                                | 14                                | 11                                |

### Игры малых государств Европы
| Игры малых государств Европы | Игры малых государств Европы | Игры малых государств Европы | Игры малых государств Европы | Игры малых государств Европы |
| Год                          | Место                        | И                            | В                            | П                            |
| ---------------------------- | ---------------------------- | ---------------------------- | ---------------------------- | ---------------------------- |
| 2003                         | 3                            | 4                            | 2                            | 2                            |
| 2005                         | 3                            | 4                            | 2                            | 2                            |
| 2007                         | 2                            | 5                            | 4                            | 1                            |
| 2009                         | 2                            | 5                            | 3                            | 2                            |
| 2013                         | 2                            | 4                            | 3                            | 1                            |
| 2015                         | 3                            | 3                            | 1                            | 2                            |
| 2017                         | 4                            | 5                            | 2                            | 3                            |